# Pastewka (Fernsehserie)
Pastewka ist eine deutsche Fernsehserie mit Bastian Pastewka, in der er eine fiktive Version seiner selbst spielt. Schauplätze der Sitcom sind Köln und Bonn. Andere mehrfach wiederkehrende Handlungsorte sind unter anderem Kassel und Frankfurt am Main. Regie führten Joseph Orr, Peter Welz, Jan Markus Linhof, Tobi Baumann, Erik Haffner, Wolfgang Groos und Markus Sehr.
Die Erstausstrahlung erfolgte 2005 auf dem deutschen Fernsehsender Sat.1, auf dem die Serie bis 2014 lief. Von 2018 bis 2020 wurde Pastewka auf Amazon Prime Video fortgesetzt. Pastewka wurde unter anderem mit der Rose d’Or, dem Deutschen Comedypreis und dem Deutschen Fernsehpreis ausgezeichnet und war viermal für den Grimme-Preis nominiert.
Mit der zehnten Staffel wurde die Serie nach knapp 100 Episoden beendet.

## Idee
Die Idee der Serie lehnt sich an die US-amerikanische Reihe Lass es, Larry! (engl. Curb Your Enthusiasm) mit Larry David an, dem Erfinder der Comedy-Serie Seinfeld. Pastewka ist jedoch keine Improvisationsshow, sondern basiert auf Drehbüchern hauptsächlich aus der Feder von Sascha Albrecht, Chris Geletneky (Staffel 1–7) sowie Bastian Pastewka selbst und kommt vom Konzept her eher dem Sarah Silverman Program nahe, das sein Seriendebüt allerdings erst nach Pastewka hatte.
Die Titelmelodie der ersten Staffel, komponiert von Daniel Wehr, ist ebenfalls nicht identisch übernommen worden, ähnelt jedoch der Titelmusik des Originals (Frolic von Luciano Michelini). In allen weiteren Staffeln ist ein anderes Titelthema zu hören.
Ursprünglich bot man das Konzept dem TV-Sender RTL an, der allerdings ablehnte. So starteten am 10. Mai 2005 in Köln die Dreharbeiten für den Sender Sat.1.

## Handlung
Inhalt der Serie sind Alltagswidrigkeiten, mit denen sich Bastian Pastewka herumschlagen muss. Sie basieren zwar nicht auf wahren Erlebnissen Pastewkas, könnten sich nach dessen eigener Aussage aber in dieser oder ähnlicher Form ereignen: „Denen, die sich fragen: ,Ist dem das alles wirklich passiert?‘ möchte ich sagen: ,Nein, nicht alles. Nur die peinlichen Momente.‘“ Wenn Pastewka versucht, Zuflucht in Abkürzungen, Ausflüchten und Lügen jeder Art zu nehmen, werden diese üblicherweise entdeckt und führen zu peinlichen Situationen. Bastians Gewohnheit, schlecht über andere zu sprechen, wann immer es ihm nützlich erscheint, macht ihm das eigene Leben schwer. Solche Situationen kehren sich regelmäßig gegen Bastian, da das negative Gerede meist aufgedeckt wird.
Auf der Tagesordnung stehen dabei Beziehungsprobleme mit seiner Freundin Anne, Familienprobleme mit seinem Bruder Hagen und dessen Tochter Kim sowie ein Kleinkrieg mit seiner Nachbarin und Hagens späterer Ehefrau Svenja Bruck aufgrund diverser Lappalien. Auch mit seinem Vater eckt Bastian ständig an, obwohl es offensichtlich ist, dass dieser im Verhalten Ähnlichkeiten mit ihm hat.
Bastians Fortbewegungsmittel in der Serie ist meist ein roter Saab 900 mit dem Kölner Kennzeichen K-SD 517. Zentraler Handlungsort der ersten fünf Staffeln ist Bastians Wohnung in Köln-Sülz. In der sechsten Staffel zieht er mit seiner Freundin zusammen nach Köln-Marienburg, sein Bruder und Frau Bruck ziehen unmittelbar darauf ebenfalls in dieses Haus. Nach der Trennung von Anne lebt Bastian in der achten Staffel in einem Dethleffs-Wohnmobil vom Typ Globebus A Class, das er vom Set von Annette Friers fiktiver Serie Frier entwendet hat. In der neunten Staffel wohnt er teils im Hotel und teils auf einem Gutshof bei seinem Bruder Hagen und dessen Frau. In der zehnten Staffel wohnt er schließlich größtenteils bei seinem Vater in dessen Haus in Bonn.

## Figuren

### Hauptfiguren

#### Bastian Pastewka

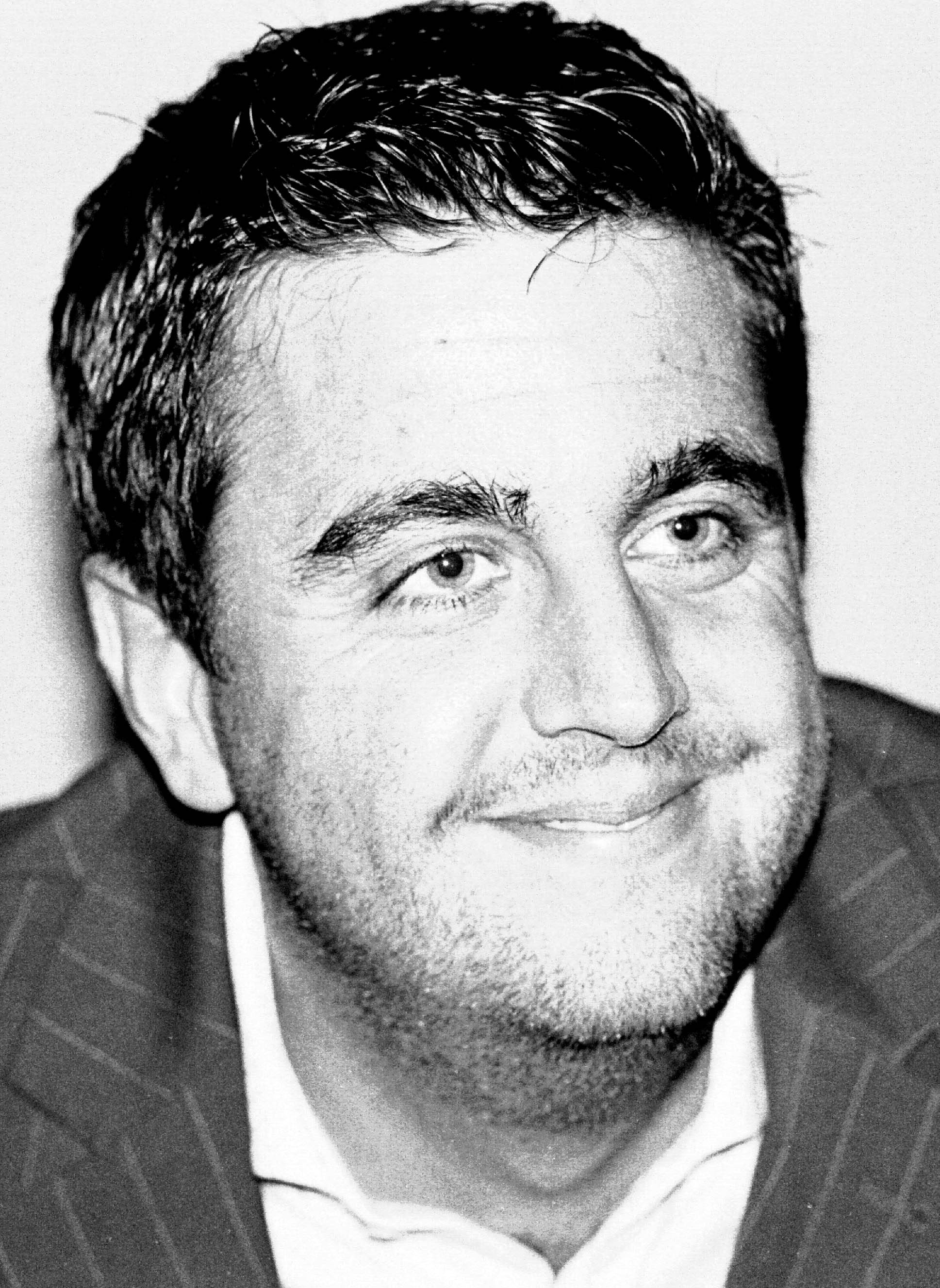
Bastian Pastewka

Bastian Pastewka führt das Leben eines prominenten deutschen Comedians. Zwar nicht abgeschottet von der Öffentlichkeit wie die Stars Hollywoods, dafür ebenso oft in alltäglichen Situationen erkannt, versucht er das Leben zu meistern, das allerhand Fettnäpfchen für ihn bereithält. Zum Teil stellt er sich diese aber auch selbst auf, da er eine ausgeprägte Neigung zum „Flunkern“ hat, um sich das Leben zu „vereinfachen“. Nicht selten zieht er ungewollt Unmut auf sich, indem er in vielen Situationen höchst unglücklich und empathielos agiert. Außerdem hat er ständig damit zu kämpfen, dass er mit anderen Stars verwechselt wird und ihn nur wenige auf der Straße als Bastian Pastewka erkennen. Das Verhältnis zwischen Pastewka und seiner Nachbarin Svenja Bruck ist angespannt. Pastewka gibt sich in der Serie als großer Fan von Fernsehserien, wie zum Beispiel Star Trek und 24. Pastewkas Handy ist ebenfalls mit dem Klingelton aus der Serie 24 ausgestattet. Seine Freundin attestiert ihm eine Fernsehsucht. Pastewka rechtfertigt seine unzähligen Stunden vor dem Bildschirm damit, dass er im Fernsehbereich arbeitet. Bastian hatte als Kind Verdacht auf einen Leistenbruch, eine Tatsache, die er sehr häufig erwähnt und die ihm als Ausrede dient, um nicht „schwer heben“ zu müssen. In einer späteren Folge wird diese bis dahin sehr oft erwähnte Aussage aber von seinem Vater harsch in Frage gestellt, sodass man meinen könnte, Bastian habe die ganze Serie über diesbezüglich gelogen. Er wehrt sich daraufhin gegen die mutmaßliche Verleumdung seines Vaters und wirft ihm vor, das gar nicht wahrgenommen zu haben, sodass unklar bleibt, was nun der Wahrheit entspricht. Des Weiteren hat Bastian eine ausgeprägte Angst vor Hunden und agiert stets äußerst unsouverän, wenn ein Hund in der Nähe ist.
Darsteller ist Bastian Pastewka selbst.

#### Dr. Annemarie „Anne“ Leyfert
Anne ist Bastian Pastewkas Freundin. Von Beruf ist sie zunächst Krankenschwester. Bevor sie Bastian kennenlernte, studierte sie Medizin, unterbrach dieses Studium jedoch, um ein Jahr in Indien zu verbringen. Auf Wunsch ihres Vaters Klaus, der ebenfalls Arzt ist, hatte sie sich nach ihrem Aufenthalt in Indien aber entschlossen, das Studium wieder aufzunehmen. Dazu kam es jedoch durch die kurz darauf begonnene Beziehung mit Bastian nicht, weshalb Klaus Leyfert Bastian nicht leiden kann. In der siebten Staffel nimmt Anne das Medizinstudium wieder auf, trifft sich regelmäßig mit ihrer Lerngruppe und nimmt das Studium nun sehr ernst. Ab der achten Staffel ist sie schließlich promovierte Ärztin im Fachbereich Gynäkologie.
In der ersten Staffel leben Anne und Bastian in getrennten Wohnungen, suchen aber bereits eine gemeinsame, die sie dann Anfang der zweiten Staffel finden. Im Verlauf der Serie werden sogar Heiratspläne geschmiedet – zu einer Hochzeit kommt es allerdings nie. In der achten Staffel kommt es durch ein Missverständnis zur Trennung zwischen Anne und Bastian. Ihr neuer Freund stellt sich in der letzten Folge der achten Staffel als Wotan Wilke Möhring heraus. In der neunten Staffel erfährt man aber, dass sich die beiden wieder getrennt haben und Anne mit dem Schönheitschirurgen Dr. Simon Schätzlein zusammen ist. Jedoch geht diese Beziehung bereits während der neunten Staffel wieder in die Brüche. In der letzten Folge der zehnten Staffel stellt sich heraus, dass Pastewka zufällig der Vater ihres mithilfe einer Samenspende gezeugten Kindes ist. Darstellerin ist Sonsee Neu.

#### Hagen Bruck (geb. Pastewka)
Hagen Bruck ist Bastians Halbbruder. Alleinerziehend kümmert er sich um seine Tochter Kim und versucht, mit seinem chronisch leeren Geldbeutel über die Runden zu kommen und zugleich die Frau seines Lebens zu finden. Seit der dritten Staffel ist er mit Svenja Bruck, der Nachbarin von Bastian Pastewka, zusammen, die er in der achten Staffel heiratet und deren Namen er annimmt. Hagen wird wiederholt als leidenschaftlicher Heimwerker dargestellt, der aber stets ein wenig tollpatschig, ungeschickt und überfordert ist. In der sechsten Staffel nimmt er sogar eine Hausmeisterstelle an. Bastian bittet ihn bei handwerklichen Problemen immer wieder um Hilfe, häufig misslingen die Vorhaben aber aufgrund von Hagens Ungeschicklichkeit. So scheitert er etwa in der zweiten Staffel daran, eine Alarmanlage korrekt in Bastians Wohnung einzubauen. Darsteller ist Matthias Matschke.

#### Kimberley-Jolante „Kim“ von Ahlefeld (geb. Pastewka)
Kim, eigentlich Kimberley-Jolante Pastewka, ist Hagens Tochter. Sie ist am Anfang der Serie 13 Jahre alt und hasst ihren Onkel Bastian aus tiefstem Herzen. Gründe für Konfrontationen ergeben sich schnell, wenn Hagen sie bei Bastian absetzt, um selber eine Verabredung mit einer potenziellen Traumfrau wahrnehmen zu können. In der 5. Staffel macht sie nach eigener Aussage gerade ihr Abitur. In der 6. Staffel beginnt sie ein Studium der Kunstgeschichte, wechselt jedoch im späteren Verlauf zu Sinologie. Mittlerweile eine junge Frau in den Zwanzigern, arbeitet sie in der 8. Staffel als Bandmitglied an einer musikalischen Karriere. Kim ist insbesondere in den ersten Staffeln gekennzeichnet durch ihre permanente schlechte Laune, wobei selbiges Phänomen mit zunehmendem Alter stetig nachlässt. Im Serienfinale heiratet sie ihren Freund Georg von Ahlefeld, den sie zu Beginn der letzten Staffel kennengelernt hat. Kim wird von Cristina do Rego gespielt, die in der ersten Staffel, als sie die 13-jährige spielte, bei Drehbeginn tatsächlich schon 17 Jahre alt war.

#### Regine Holl
Regine ist Bastian Pastewkas Agentin (Agentur Regine Holl). Seine Karriere verläuft mehr oder weniger im Sande, was auch daran liegt, dass es Regine nur selten gelingt, Engagements für Bastian zu finden. Dies lässt sich mitunter auf ihre Ignoranz gegenüber aktuellen Trends der Medienlandschaft zurückführen: So ist ihr beispielsweise Inglourious Basterds unbekannt und sie kann Albus Dumbledore nicht von Inspector Barnaby unterscheiden. Außerdem steht sie dem Thema Internet grundsätzlich skeptisch gegenüber. Regine entscheidet auch häufig gegen Bastians Willen und meldet ihn beispielsweise beim TV total Turmspringen an. Außerdem hat sie einen ausgeprägten Hang zum Alkohol und wird demnach in vielen Folgen als stark alkoholisiert dargestellt. Verkörpert wird sie von Sabine Vitua.

#### Svenja Bruck
Svenja Bruck ist Bastian Pastewkas Nachbarin. Die Studentin, die von Bastians nächtlichem Einstudieren „spontaner“ Dankesreden bis hin zu seinem massenhaften Anhäufen von Altpapierstapeln auf dem gemeinsamen Treppenabsatz genervt ist, lässt ihren prominenten Nachbarn dies bei jeder Gelegenheit spüren. Insbesondere in den frühen Staffeln werden wiederholt auch ihre politischen Differenzen zu Bastian Pastewka dargestellt, die das Verhältnis zwischen beiden noch zusätzlich verschlechtern: So wird sie selbst als politisch links dargestellt, womit Bastian Pastewka nichts anfangen kann. Spätestens ab der sechsten Staffel zeigt sie auch Anzeichen einer krankhaften Obsession in Bezug auf Pastewka. So zieht sie beispielsweise freiwillig in eine Wohngegend, die ihr eigentlich zuwider ist, bloß um ihn weiterhin als Nachbarn zu haben. Ab der dritten Staffel ist sie außerdem die Lebensgefährtin von Bastians Bruder Hagen. Des Weiteren ist sie gegen Tierquälerei, wie in der Folge Der Brühwürfel zu erfahren ist, und gegen Chemikalien, weshalb sie bei Arzneimitteln Wert auf natürliche Hausmittel legt. In der achten Staffel heiraten Svenja und Hagen. Hagen übernimmt dabei den Familiennamen Bruck. Dies nimmt Svenja zum Anlass, Bastian zu sagen, dass mit ihm die Pastewkas aussterben werden. Sie wird von Bettina Lamprecht gespielt.

#### Volker Pastewka
Volker Pastewka wohnt in Bonn und ist Bastians und Hagens Vater. Er ist Rentner und lebt geschieden, die Mütter der Halbbrüder Bastian und Hagen kommen in der Serie nicht vor. Er tritt seinen beiden Söhnen gegenüber regelmäßig harsch auf und ist teils nachtragend. Insbesondere in den späten Staffeln neigt er zudem dazu, Bastian und Hagen gegeneinander auszuspielen. Aus diesem Grund ist das Verhältnis zu Hagen und insbesondere Bastian häufig angespannt, im Großen und Ganzen jedoch familiär-pragmatisch. Viel traut er seinen Söhnen jedoch nicht zu: So beschäftigt er sich regelmäßig scheinbar grundlos mit seinem eigenen Tod und dem Erbe, um diese Dinge bloß nicht Bastian und Hagen zur Regelung zu überlassen. In der dritten Staffel ist er mit seiner ungarischen Putzfrau Elsa Schwarczak (dargestellt von Adriana Altaras) anscheinend liiert. Darsteller ist Dietrich Hollinderbäumer.

### Nebenfiguren

#### Esther
Esther ist Sekretärin von Regine Holl sowie deren Stellvertreterin. In der Episode Der Werbetrailer wird sie gefeuert, kurz darauf aber wieder eingestellt. Sie tritt nur in unregelmäßigen Abständen auf und fälscht Bastians Unterschrift auf seinen Autogrammkarten. In der zweiten Staffel bringt sie eine Tochter zur Welt und ist in der vierten Staffel erneut schwanger. In der sechsten Staffel bringt sie ihren etwa sechsjährigen Sohn Franklin zur Arbeit mit. Esther wird dargestellt von Lisa Sommerfeldt.

#### Jo (Joachim) Schmitt
Jo ist der Ex-Freund von Anne und schaut gelegentlich bei Anne und Bastian vorbei. Bastian kann ihn jedoch nicht leiden, weil er felsenfest davon überzeugt ist, dass Jo Anne noch liebt, was Jo in der Folge Die Hochzeit (Staffel 2) auch zugibt. In der Folge Mein Freund Jo (Staffel 3) besucht Jo die Pastewkas, weil er Vertreter einer Bio-Energy-Drink-Firma geworden ist. In der achten Staffel begegnen er und Bastian sich auf einem FKK-Campingplatz, wobei Bastian Jo kurioserweise, bevor er dessen Gesicht sieht, beim Blick auf dessen Schritt erkennt, was eine Anspielung auf die Geschehnisse der Folge Mein Freund Jo (3x5) ist. Jo wird von René Steinke dargestellt.

#### Susanne Winter
Susanne ist eine Freundin von Bastians Freundin Anne. Sie tritt nur in den ersten beiden Staffeln auf. Sie hat eine Beziehung mit Jochen Winter, den sie am Ende der zweiten Staffel auch heiratet. Er hatte vorher eine Beziehung mit Georg Uecker und weiß selbst nicht, ob er homo- oder heterosexuell ist. Susanne arbeitet als Innenarchitektin für Annes und Bastians Wohnung und ist insgesamt geprägt durch ihre Weinerlichkeit. Sie wird dargestellt von Svea Timander.

#### Karin und Dr. Klaus Leyfert
Karin und Dr. Klaus Leyfert sind die Eltern von Bastians Freundin Anne, ihrer einzigen Tochter. Sie leben in der Nähe von Kassel in einem größeren Landhaus und werden als durchaus wohlhabend gezeichnet. Darüber hinaus werden sie als klassisch gebildet sowie an Kunst und klassischer Musik interessiert dargestellt, was durchaus einen Gegensatz zu Bastian bildet. In der sechsten Staffel lassen sie sich scheiden, heiraten jedoch bereits in der siebten Staffel erneut. In der fünften Staffel haben sie einen Schäferhund namens „Reuß“ vor dem Bastian Angst hat. Ihr Verhältnis zu Bastian ist angespannt, bessert sich aber im Verlauf der Serie ein wenig. In der Folge Der Piepser (5x4) besucht Bastian sie zum ersten Mal überhaupt, obwohl er in der erzählten Zeit der Serie zu diesem Zeitpunkt bereits mehrere Jahre mit Anne zusammen ist.
Dr. Klaus Leyfert ist Chirurg und arbeitet zunächst noch als Chefarzt in einem Krankenhaus in Kassel. Er ist besonders schlecht auf Bastian zu sprechen, da er ihn dafür verantwortlich macht, dass Anne ihr Medizinstudium nicht fortsetzte. In den späten Staffeln scheint sich seine Meinung über Bastian aber etwas gebessert zu haben.
Karin Leyfert ist Bastian gegenüber von Beginn an deutlich aufgeschlossener und akzeptiert ihn als Annes Lebenspartner. Ihr Beruf wird nicht erwähnt.
Darsteller sind Claudia Rieschel und Peter Fricke.

## Besetzung

### Hauptdarsteller
| Rolle                                               | Schauspieler             | Staffel | Folgen |
| --------------------------------------------------- | ------------------------ | ------- | ------ |
| Bastian Pastewka                                    | Bastian Pastewka         | 1–10    | 1–99   |
| Dr. Annemarie „Anne“ Leyfert                        | Sonsee Neu               | 1–10    | 1–99   |
| Hagen Bruck (geb. Pastewka)                         | Matthias Matschke        | 1–10    | 1–99   |
| Kimberly Jolante „Kim“ von Ahlefeld (geb. Pastewka) | Cristina do Rego         | 1–10    | 1–99   |
| Regine Holl                                         | Sabine Vitua             | 1–10    | 1–99   |
| Svenja Bruck                                        | Bettina Lamprecht        | 1–10    | 1–99   |
| Volker Pastewka                                     | Dietrich Hollinderbäumer | 1–10    | 3–99   |

### Nebendarsteller
| Rolle                    | Schauspieler             | Funktion                           | Staffel       | Folgen             |
| ------------------------ | ------------------------ | ---------------------------------- | ------------- | ------------------ |
| Frau Schlung             | Anna von Berg            | Unfallgegnerin                     | 1             | 1                  |
| Esther                   | Lisa Sommerfeldt         | Sekretärin von Regine Holl         | 1–10          | 1–99               |
| Susanne Winter           | Svea Timander            | Beste Freundin von Anne            | 1–2           | 4, 11, 16          |
| Jochen Winter            | Frank Dehner             | Mann von Susanne                   | 1–2           | 4, 16              |
| Willi Loeb               | Jochen Stern             | Hausbesitzer                       | 1             | 5                  |
| Herr Jannings            | Heinz W. Krückeberg      | Alt-Nazi und eBay-Verkäufer        | 1             | 5                  |
| "Mini-Matula"/"Mini-Max" | Gunnar Helm              | Ladendetektiv                      | 1             | 6                  |
| Erika                    | Petra Kalkutschke        | Stalkerin                          | 1             | 7                  |
| Katja Balder             | Katja Liebing            | Frau von Hugo Egon Balder          | 1             | 8                  |
| Yvonne                   | Tina Seydel              | Arzthelferin                       | 1             | 8                  |
| Sven Schuster            | Martin Lindow            | Produzent von „Wie wird's witzig?“ | 2             | 9, 14, 16          |
| Wilhelm Albrecht         | Jochen Kolenda           | Nachbar von Bastian                | 2             | 10                 |
| Werner Jülich            | Charly Hübner            | Polizist                           | 2             | 10                 |
| Sascha Albrecht          | Jim Boeven               | Neffe von Wilhelm Albrecht         | 2             | 11                 |
| Jo                       | René Steinke             | Exfreund von Anne                  | 2–3, 6, 8, 10 | 15, 22, 51, 69, 94 |
| Lisa                     | Lucie Pohl               | Partygast                          | 2             | 16                 |
| Nick                     | Constantin Gastmann      | Freund von Kim                     | 3             | 18, 19             |
| Elsa Schwarczak          | Adriana Altaras          | Putzfrau von Volker                | 3             | 20, 21             |
| Frau Przybrovskaya       | Hedi Kriegeskotte        | Detektivin                         | 3             | 21                 |
| Herr Kanthäuser          | Rolf Kanies              | Leiter von „Body Slim“             | 3             | 22                 |
| Monika Hansen            | Johanna Gastdorf         | Kursleiterin                       | 3             | 25                 |
| Sylvie                   | Katharina Spiering       | Kursteilnehmerin                   | 3             | 25                 |
| Stefan                   | Martin Glade             | Kursteilnehmer                     | 3             | 25                 |
| Elke                     | Bettina Kurth            | Kursteilnehmerin                   | 3             | 25                 |
| Rolf                     | Johannes Richard Voelkel | Kursteilnehmer                     | 3             | 25                 |
| Jürgen                   | Gernot Schmidt           | Müllmann                           | 3, 6          | 26, 50             |
| Verena                   | Daniela Preuß            | Anhalterin                         | 3             | 26                 |
| Rico Frier               | Roberto Guerra           | Mann von Annette Frier             | 4–5, 7–8      | 29, 45, 67, 68     |
| Hartmut                  | Ludwig Hansmann          | Kioskbesucher                      | 4             | 29                 |
| Günther Wägele           | Hans-Peter Deppe         | Unterhaltungschef des SWR          | 4             | 30                 |
| Frankie                  | Sebastian Kroehnert      | Kameramann                         | 4             | 31                 |
| Morten                   | Mark Welte               | Autor                              | 4             | 33                 |
| Sylvie                   | Maria Mittler            | Tante von Anne                     | 4             | 35                 |
| Michael Habeck           | Steffen Will             | Mitarbeiter der Hotline            | 4             | 35                 |
| Pitter                   | Murali Perumal           | Hotdog-Verkäufer                   | 4             | 36, 38             |
| Jos                      | Freek de Jonge           | Schausteller und Theaterbesitzer   | 4             | 37                 |
| Wolfgang                 | Christian Aumer          | Zollbeamter                        | 4             | 37                 |
| Kammerjäger              | Sascha Nathan            | Kammerjäger                        | 4             | 37                 |
| Karin Leyfert            | Claudia Rieschel         | Mutter von Anne                    | 5–8, 10       | 42, 50, 60, 72, 94 |
| Dr. Klaus Leyfert        | Peter Fricke             | Vater von Anne                     | 5–8, 10       | 42, 50, 60, 72, 94 |
| Bernd Ebeling            | Matthias Brüggenolte     | Bankberater                        | 5             | 43                 |
| Dr. Karstein             | Cornelia Köndgen         | Psychiaterin                       | 5             | 43                 |
| Iké Dubako               | Ako Ayuk                 | Freund von Kim                     | 5             | 44                 |
| Julia Behrens            | Heike Trinker            | Mitglied der Jury                  | 5             | 45                 |
| Werner                   | Georg B. Lenzen          | Polizist                           | 5             | 47                 |
| Pablo                    | Billey Demirtas          | Oberkellner                        | 5             | 48                 |
| Herr Scheuermann         | Peter Franke             | Hausmeister                        | 6             | 49                 |
| Frau Seehausen           | Sigrid Burkholder        | Organisatorin der Lesung           | 6             | 51                 |
| Amir                     | Navíd Akhavan            | Rezeptionist                       | 6             | 51                 |
| Dagmar                   | Gisa Flake               | Krankenschwester                   | 6             | 52                 |
| Marcel                   | Thaddäus Meilinger       | Masseur                            | 6             | 53                 |
| Frau Reitmeyer           | Christa Strobel          | Nachbarin von Bastian              | 6             | 53                 |
| Manfred                  | Patrick Joswig           | WDR-Techniker                      | 6             | 54                 |
| Benni                    | Eike Weinreich           | Designer von Bastians Homepage     | 6             | 54                 |
| Ecki                     | Eisi Gulp                | Family-Coach                       | 6             | 55, 56             |
| Frau Breuer              | Bibiane Zeller           | Ältere Dame                        | 6             | 56                 |
| Aurora Pönsgen           | Jo Kern                  | Drehbuchautorin                    | 6             | 57                 |
| Christine                | Panagiota Dimareli       | Lernpartnerin von Anne             | 7             | 59, 62–64, 66      |
| Jasper                   | Mathis Landwehr          | Lernpartner von Anne               | 7             | 59, 62–64, 66      |
| Ulf                      | Nico Venjacob            | Lernpartner von Anne               | 7             | 59, 62–64, 66      |
| Hanna Schwan             | Pegah Ferydoni           | Affäre von Bastian                 | 8             | 73, 75–76          |
| Melanie Kuschke          | Antje Koch               | Camper                             | 8             | 2                  |
| Herr Wilcke              | Rainer Galke             | Bankberater                        | 9             | 78, 83–84          |
| Frau Schleiff            | Antje Lewald             | Bankangestellte                    | 9             | 78, 83             |
| Dr. Simon Schätzlein     | Manou Lubowski           | Freund von Anne                    | 9             | 78–82, 84–87       |
| Leo                      | Oliver Nägele            | Regisseur                          | 9             | 78-79, 81-87       |
| Vera Ziegler             | Lilia Lehner             | Affäre von Svenja                  | 10            | 89–91, 93, 96–97   |
| Thomas                   | Tom Keune                | Mitarbeiter im Hotel               | 10            | 94                 |
| Georg von Ahlefeld       | Helgi Schmid             | Ehemann von Kim                    | 10            | 94–99              |
| Dr. Teichmann            | Thomas Fehlen            | Urologe von Bastian                | 10            | 98                 |

### Prominente Gastdarsteller
In einigen Folgen tragen Gaststars zur Handlung bei, die ebenfalls – wie auch Bastian Pastewka – sich selbst spielen. Meist sind dies ebenfalls Komiker. Manche Prominente haben mehrere Gastauftritte, wie Anke Engelke (20), Michael Kessler (19), Hugo Egon Balder (18) oder Annette Frier (9). Insgesamt absolvierten in sieben Staffeln 66 prominente Gäste einen Besuch.
| Rolle/Schauspieler                               | Staffel       | Folge(n)                                                                                              | Anzahl |
| ------------------------------------------------ | ------------- | --- | ------ |
| Ingolf Lück                                      | 1–2, 4        | 1, 17, 36 O                                                                                           | 3      |
| Helmut Krauss                                    | 1, 4          | 2, 36 S C                                                                                             | 2      |
| Henning Peker R als Postbote                     | 1             | 2 | 1      |
| Michael Kessler                                  | 1–10          | 5, 10, 14, 18–19, 24, 27–28, 32, 36, 41, 53, WS Sp, 60, 62, 67, 71, 87, 91, 98 Sp                     | 19     |
| Stefan Gebelhoff R als Obdachloser               | 1             | 6 | 1      |
| Martin Semmelrogge                               | 1             | 6 | 1      |
| Frank Glaubrecht                                 | 1, 7          | 7 S O, 65 S O                                                                                         | 2      |
| Hugo Egon Balder                                 | 1–2, 4–10     | 8–9, 16, 27, 29–30, 39, 45 O, 48, 52, 62, 74, 78, 82 S, 88, 90, 94 S, 96, 98 Sp                       | 18     |
| Olli Dittrich                                    | 1, 4          | 8 S, 30                                                                                               | 2      |
| Anke Engelke                                     | 1–2, 4–10     | 8 S, 12–13, 31 R O, 33, 36 O, 40 C, 45, 52 R O, WS Sp, 59, 62, 65, 74, 78, 82 S, 83, 88, 96–97, 98 Sp | 20     |
| Christoph Maria Herbst                           | 1–2, 4, 8, 10 | 8 S–9 R S O, 15, 27, 31, 75, 97, 98 Sp                                                                | 7      |
| Oliver Kalkofe                                   | 1–2, 5        | 8 S–9, 16, 42                                                                                         | 4      |
| Carolin Kebekus R als Prostituierte im Hotel     | 2, 7          | 9 R C, 64 R O, 98 Sp                                                                                  | 2      |
| Sarah Kuttner                                    | 2             | 9 S O                                                                                                 | 1      |
| Manfred Lehmann                                  | 2             | 9 S O                                                                                                 | 1      |
| Martin Schneider                                 | 2–4           | 9, 16, 24, 27                                                                                         | 4      |
| Alexis Kara R als Verkäufer im Möbelgeschäft     | 2             | 11 | 1      |
| Thomas Kausch                                    | 2             | 12–13                                                                                                 | 2      |
| Christian Rode                                   | 2             | 12 R S O                                                                                              | 1      |
| Jeanette Biedermann                              | 2             | 13 | 1      |
| Mario Barth                                      | 2             | 14 O                                                                                                  | 1      |
| Karsten Klaue                                    | 2             | 14 S                                                                                                  | 1      |
| Kai Lentrodt                                     | 2, 4          | 14 R O, 31 R O                                                                                        | 2      |
| Heinrich Schafmeister                            | 2             | 14 R O                                                                                                | 1      |
| Axel Stein                                       | 2, 4–5        | 15, 27, 45                                                                                            | 3      |
| Hans-Joachim Heist R als Standesbeamter          | 2             | 16 | 1      |
| Georg Uecker                                     | 2             | 16 | 1      |
| Denis Moschitto R als Comedian Birger Schönemann | 2             | 17 | 1      |
| Til Schweiger                                    | 3             | 19 | 1      |
| Fahri Yardım R als Scheibenputzer                | 3             | 21 | 1      |
| Michael Herbig                                   | 3             | 24 | 1      |
| Bernd Römer O                                    | 3             | 24 | 1      |
| Barbara Salesch O                                | 3             | 24 | 1      |
| Keirut Wenzel R als Tankwart                     | 3             | 26 | 1      |
| Bodo Bach                                        | 4             | 27 | 1      |
| Annette Frier                                    | 4–5, 7–8, 10  | 27, 29, 34, 45, 62, 67–68, 73, 75, 98 Sp                                                              | 9      |
| Norbert Heisterkamp R als Räuber                 | 4             | 27 | 1      |
| Henning Krautmacher                              | 4–6           | 27, 38, 40, 57, 98 Sp                                                                                 | 4      |
| Oliver Pocher                                    | 4, 6          | 27, 49                                                                                                | 2      |
| Kalle Pohl                                       | 4             | 27 | 1      |
| Axel Schulz                                      | 4             | 27, 32                                                                                                | 2      |
| Oliver Welke                                     | 4–5           | 27, 45 O, 98 Sp                                                                                       | 2      |
| Daniel Wiemer                                    | 4, 7          | 27, 64 R O                                                                                            | 2      |
| Sabine Heinrich                                  | 4             | 28 S                                                                                                  | 1      |
| Thorsten Schorn                                  | 4, 9–10       | 28 S, 85 S, 92 S                                                                                      | 3      |
| Frank Streffing R als Kesslers Nachbar           | 4             | 28 | 1      |
| Frank Elstner                                    | 4             | 30 | 1      |
| Max Moor als Dieter Moor                         | 4             | 33 | 1      |
| Jörg Thadeusz                                    | 4             | 36 | 1      |
| Dieter Wedel                                     | 4             | 36 | 1      |
| Charlotte Würdig als Charlotte Engelhardt        | 5             | 39 | 1      |
| Hennes VIII                                      | 5             | 40 | 1      |
| Bettina Tietjen                                  | 5             | 40 | 1      |
| Bill Mockridge                                   | 5             | 41 | 1      |
| Claus Vinçon                                     | 5             | 41 | 1      |
| Bernd das Brot                                   | 5             | 43 | 1      |
| Stefan Raab                                      | 5             | 43 S O                                                                                                | 1      |
| Wigald Boning                                    | 5             | 44 | 1      |
| Jan Hahn                                         | 5             | 44 | 1      |
| Lou Richter                                      | 5             | 44 | 1      |
| Bettina Rust                                     | 5             | 44 S                                                                                                  | 1      |
| H. A. als Atze Schröder                          | 5             | 45 O                                                                                                  | 1      |
| Dirk Bach                                        | 5             | 45 O                                                                                                  | 1      |
| Ilka Bessin als Cindy aus Marzahn                | 5             | 45 O                                                                                                  | 1      |
| Mike Krüger                                      | 5             | 45 | 1      |
| Elyas M’Barek                                    | 5             | 45 O                                                                                                  | 1      |
| Dieter Nuhr                                      | 5             | 45 O                                                                                                  | 1      |
| Peter Rütten                                     | 5             | 45 | 1      |
| Jan Sosniok                                      | 5             | 45 O                                                                                                  | 1      |
| Roger Willemsen                                  | 5–6           | 45, 54                                                                                                | 2      |
| Matthias Opdenhövel                              | 5             | 46, 48 S                                                                                              | 2      |
| Detlef Soost als Detlef D. Soost                 | 5             | 46 O                                                                                                  | 1      |
| Markus Maria Profitlich                          | 5             | 47 | 1      |
| Vera Int-Veen                                    | 5             | 48 | 1      |
| Ron Ringguth                                     | 5             | 48 S                                                                                                  | 1      |
| Udo Walz                                         | 6             | 51 | 1      |
| Donald Sutherland                                | 6             | 54 O                                                                                                  | 1      |
| Dietmar Bär                                      | 6             | 57 | 1      |
| Michael Schwan                                   | 6             | 57 | 1      |
| Bernhard Brink                                   | 7             | WS Sp                                                                                                 | 1      |
| Günther Jauch                                    | 7, 10         | 60 S, 97 S                                                                                            | 2      |
| Ralf Richter                                     | 7             | 61 | 1      |
| Herbert Feuerstein                               | 7             | 62 | 1      |
| Martin Haas                                      | 7             | 62 | 1      |
| Hans Meiser                                      | 7             | 62 | 1      |
| Peter Pasetti als Alfred Hitchcock               | 7             | 62 S O                                                                                                | 1      |
| Oliver Rohrbeck als Justus Jonas                 | 7, 9          | 62 S O, 80 S O                                                                                        | 2      |
| Guido Cantz                                      | 7. 10         | 63, 98 Sp                                                                                             | 2      |
| Bjarne Mädel                                     | 7–8           | 64 R O, 74 S O                                                                                        | 2      |
| Johann König                                     | 7, 10         | 65, 98 Sp                                                                                             | 2      |
| Luke Mockridge                                   | 7–8, 10       | 65, 71, 98 Sp                                                                                         | 2      |
| Thomas Lückerath                                 | 8             | 68 S                                                                                                  | 1      |
| Michael Lott                                     | 8             | 69 R                                                                                                  | 1      |
| Ingo Nommsen                                     | 8             | 73 | 1      |
| Meret Becker                                     | 8             | 74 O                                                                                                  | 1      |
| Iris Berben                                      | 8             | 74 | 1      |
| Senta Berger                                     | 8             | 74 | 1      |
| Nina Bott                                        | 8             | 74 C                                                                                                  | 1      |
| Sawsan Chebli                                    | 8             | 74 O                                                                                                  | 1      |
| Steven Gätjen                                    | 8             | 74 | 1      |
| Karoline Herfurth                                | 8             | 74 O                                                                                                  | 1      |
| Sandra Hüller                                    | 8             | 74 O                                                                                                  | 1      |
| Alexandra Maria Lara                             | 8             | 74 O                                                                                                  | 1      |
| Norbert Himmler                                  | 8             | 74 | 1      |
| Anna Loos                                        | 8             | 74 O                                                                                                  | 1      |
| Claudia Michelsen                                | 8             | 74 C                                                                                                  | 1      |
| Wotan Wilke Möhring                              | 8             | 74, 77                                                                                                | 2      |
| Anna Maria Mühe                                  | 8             | 74 O                                                                                                  | 1      |
| Valerie Niehaus                                  | 8             | 74 C                                                                                                  | 1      |
| Palina Rojinski                                  | 8             | 74 C                                                                                                  | 1      |
| Anneke Kim Sarnau                                | 8             | 74 S O                                                                                                | 1      |
| Jasmin Tabatabai                                 | 8             | 74 O                                                                                                  | 1      |
| Kostja Ullmann                                   | 8             | 74 O                                                                                                  | 1      |
| Michael Verhoeven                                | 8             | 74 C                                                                                                  | 1      |
| Simon Verhoeven                                  | 8             | 74 C                                                                                                  | 1      |
| Petra Zieser                                     | 8             | 74 C                                                                                                  | 1      |
| Annemarie Carpendale                             | 8             | 75 | 1      |
| Kathie Kleff                                     | 8             | 75 S                                                                                                  | 1      |
| Markus Lanz                                      | 9             | 78, 86                                                                                                | 2      |
| Chris Tall                                       | 9, 10         | 78, 84, 86–87, 98 Sp                                                                                  | 4      |
| Nora Binder                                      | 9             | 79–81, 83–84, 86–87                                                                                   | 7      |
| Steve Windolf                                    | 9             | 79–80, 82–87                                                                                          | 8      |
| Katja Woywood                                    | 9             | 79–83, 85–87                                                                                          | 8      |
| Andreas Fröhlich als Bob Andrews                 | 9             | 80 S O                                                                                                | 1      |
| Jens Wawrczeck als Peter Shaw                    | 9             | 80 S O                                                                                                | 1      |
| Heino Ferch                                      | 9             | 81–82                                                                                                 | 2      |
| Carmen Geiss                                     | 9             | 81 | 1      |
| Bernhard Hoëcker                                 | 9–10          | 82 S, 90 S O, 95 O                                                                                    | 3      |
| David Annel                                      | 9             | 85 S                                                                                                  | 1      |
| Jürgen Vogel                                     | 9             | 86 | 1      |
| Bärbel Schäfer                                   | 10            | 93 | 1      |
| Kai Pflaume                                      | 10            | 91 S, 95 O                                                                                            | 2      |
| Arabella Kiesbauer                               | 10            | 95 O                                                                                                  | 1      |
| Denis Scheck                                     | 10            | 96 | 1      |

## Drehorte
Die Drehorte der Serie befinden sich überwiegend in Köln. Die Aufnahmen an dem Mehrfamilienhaus, in dem Bastian mit Anne sowie Hagen mit Svenja und Kim in den ersten fünf Staffeln wohnen, entstanden an dem Wohnhaus Emmastraße 1 im südwestlichen Kölner Stadtteil Sülz. Die Dreharbeiten an der Villa, in der sie ab der sechsten Staffel wohnen, entstanden in der Kastanienallee 20 im südlichen Kölner Nobel-Stadtteil Marienburg. Volkers Haus liegt in der Goethestraße 64, ebenfalls in Marienburg. Drehort für das Gut Bruck, in dem Hagen, Svenja und Kim in der neunten Staffel leben, war das Gut Asperschlag im Bergheimer Stadtteil Niederaußem.

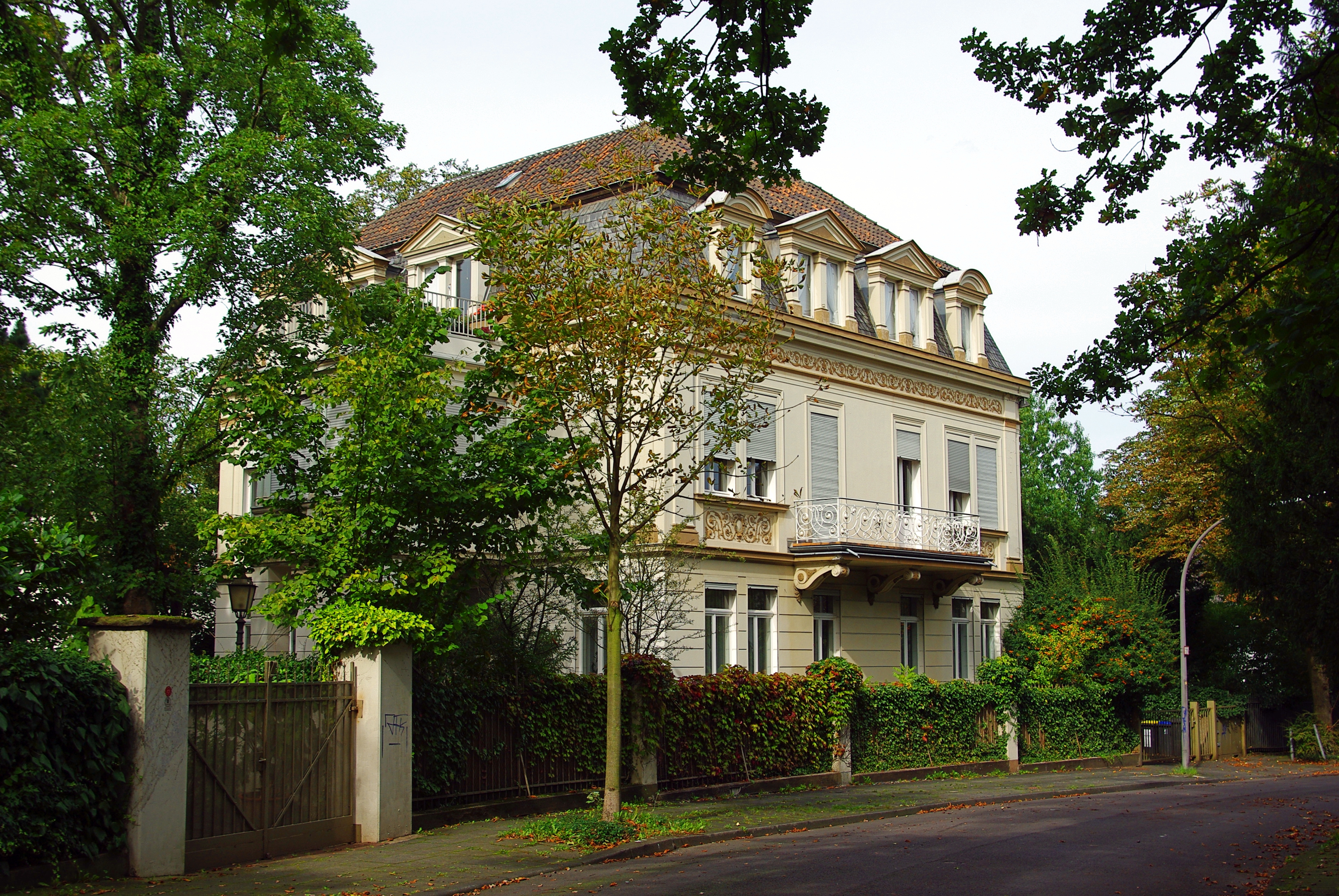
Villa Kastanienallee 20 in Köln

## Wiederkehrende Anspielungen, Szenen und Witze
Im Handlungsablauf der Serie sowie der einzelnen Episoden wiederholen sich regelmäßig verschiedene Anspielungen, Szenen und Witze („Running Gags“).
Diese Stilmittel werden in der Serie sehr häufig eingesetzt und tragen teils maßgeblich zur Charakterisierung der Rollenfigur Bastian Pastewka, anderen Figuren der Serie, deren Beziehungen untereinander sowie der Verdeutlichung ihrer Weltsicht bei:
- Wenn Bastian Pastewka nur erahnt, dass ihm ein Zusammentreffen mit „Normalbürgern“ bevorsteht, möchte er diesen Begegnungen am liebsten aus dem Weg gehen und begründet das häufig damit, dass er dann immer Autogramme schreiben muss oder ihn „unliebsame Fans“ bitten werden: „Mach mir mal den Brisko Schneider!“, in Anspielung auf seine frühere Rollenfigur in der Sendung Die Wochenshow.
- Auf seine Rollenfigur „Brisko Schneider“ wird Bastian Pastewka auch in den späteren Staffeln der Serie immer wieder von verschiedenen Personen angesprochen, auch wenn er diese Figur zum Zeitpunkt der jeweiligen Folgen teils schon jahrelang nicht mehr verkörpert hat. Auch wenn Bastian Pastewka stets versucht, sich dies nicht anmerken zu lassen, ist es ihm doch häufig sichtlich unangenehm, dass er immer noch mit „Brisko Schneider“ assoziiert wird und viele Leute aus dem klischeehaft-homosexuellen Verhalten dieser Rollenfigur auch auf ihn persönlich schließen.
- Durch ungeschicktes Verhalten bringt sich Bastian Pastewka oft in peinliche Situationen, mit denen er nur schwer umgehen kann. Oft endet die Auseinandersetzung damit, dass er „Arsch“ oder „Arschloch“ genannt wird.
- Bastian Pastewka hat wegen verschiedener Ordnungswidrigkeiten regelmäßig Ärger mit der Polizei oder anderen Ordnungsbeamten. Vor allem fällt er ständig wegen Verstößen gegen die Straßenverkehrsordnung auf (u. a. „falsches Parken“, Geschwindigkeitsüberschreitungen, „Handy am Steuer“). In der Folge Das Knöllchen wird erwähnt, dass er bereits mit 15 Punkten (nach seinerzeit gültigem Punktesystem) im Fahreignungsregister eingetragen ist. In der Folge Der Bescheid muss Pastewka an einem Aufbauseminar für punkteauffällige Kraftfahrer teilnehmen, was er allerdings vor seiner Freundin Anne unbedingt zu verheimlichen versucht.
- Sobald auch nur leichte körperliche Arbeiten anstehen, verweigert Bastian Pastewka diese stets mit dem Hinweis, dass in seiner Kindheit bei ihm ein Verdacht auf einen Leistenbruch bestand. Als er dies einmal in Anwesenheit seines Vaters Volker erwähnt, behauptet dieser, dass er davon nichts wisse.
- Bastian Pastewka hat kein Interesse an sportlicher Aktivität. Entsprechend schlecht ist seine körperliche Fitness und Kondition. Vor allem sein grobmotorischer, teils unkoordinierter Laufstil ist ein Ausdruck für seinen steten Bewegungsmangel.
- Häufig enden verbale Auseinandersetzungen zwischen Bastian Pastewka und Svenja Bruck damit, dass diese genervt „Leck mich, Pastewka!“ brüllt.
- Gegen jede Form von Mülltrennung und Entsorgung hat Bastian Pastewka eine starke Abneigung.
- Schon fast scheinheilig verwendet Bastian Pastewka nahezu wörtlich Argumente und Informationen anderer, wenn diese ihm zur Durchsetzung seiner Interessen geeignet scheinen.
- Bastian Pastewka weicht vielen grundlegenden Entscheidungen aus und verzögert diese gern mit dem Ausspruch: „Da brauche ich noch etwas Bedenkzeit!“ Besonders Gespräche über die Themen Baby und Hochzeit werden von ihm damit meist sehr gezielt beendet.
- Während seine Freundin Anne sich bereits seit der ersten Staffel ein Baby wünscht, weicht Bastian Pastewka dem Thema Familienplanung hartnäckig aus. Auf Fragen oder Anspielungen Dritter, ob Anne schwanger sei, reagiert er meistens abweisend oder gereizt.
- Bastian Pastewka hat seit dem Beginn der Beziehung seines Bruders Hagen mit seiner Nachbarin Svenja Bruck in der dritten Staffel große Sorge davor, dass diese schwanger werden könnte, erst recht als sich Svenja Bruck schließlich ausdrücklich ein Kind wünscht. Er reagiert bei diesem Thema stets ausgesprochen gereizt. Teils versucht er sogar, ihren Kinderwunsch zu sabotieren. Als Svenja Bruck und Hagen schließlich am Ende der achten Staffel eine Tochter bekommen (die Bastian im Übrigen mit Svenja zusammen in seinem Auto auf die Welt bringt), akzeptiert er diese jedoch sofort.
- Neben seiner ausgeprägten Angst vor Hunden, agiert Bastian Pastewka auch allgemein im Umgang mit (Haus-)Tieren aller Art stets äußerst unbeholfen, überfordert und rücksichtslos. Im Verlauf der Serie führt er durch unüberlegtes und ungeschicktes Verhalten wiederholt ungewollt den Tod von Tieren herbei: So tötet er in der Folge Der Mietvertrag (1x5) zwei Hunde, einen weiteren in der Folge Der Trip - Teil 1 (6x7). In der Folge Die Zeremonie (7x1) überfährt er eine seltene Balinesenkatze, das Gleiche passiert ihm in der Folge Die Entschuldigung (5x2) mit dem Geißbock Hennes, dem lebenden Maskottchen des 1. FC Köln. In der Folge Der Piepser (5x4) erschlägt er im Affekt den Wellensittich der Eltern seiner Freundin Anne. Da er zudem im Anschluss an solche Unglücke stets äußerst empathielos agiert, zieht er erst recht den Zorn der Tierhalter auf sich.
- Bastian Pastewka schaut mit Vorliebe Wiederholungen älterer Fernsehserien und Filmreihen und richtet daher seinen Tagesablauf überwiegend nach dem Fernsehprogramm aus. In der Folge Das Experiment erklärt Pastewka, dass er immer zwei TV-Programmzeitschriften kauft, um in einer davon kennzeichnen zu können, welche Sendungen er gucken und/oder aufnehmen will. In gleicher Folge kauft er sich seinen siebten Festplattenrekorder, so dass seine Freundin Anne bei ihm eine ausgeprägte Fernsehsucht vermutet. Er selbst bezeichnet sich als „Genussgucker“ und rechtfertigt seine Leidenschaft damit, dass „es ja auch ein bisschen mein Beruf ist“.
- Ein wiederkehrendes Motiv ist der grundverschiedene Filmgeschmack von Bastian Pastewka und seiner Freundin Anne. Während Bastian am liebsten ältere Fernsehkrimis und Komödien schaut, bevorzugt Anne anspruchsvolle Kunstfilme und Dokudramen. In Szenen, in denen sich beide gemeinsam einen Film ansehen, sitzt derjenige von beiden, der den Film nicht aussuchen durfte, stets gelangweilt daneben. Als Running Gag können auch die „klischeehaft anspruchsvollen“ Titel der von Anne bevorzugten Filme angesehen werden, in denen stets ein Tier vorkommt: So schaut sie im Verlauf der Serie etwa die Filme Die Strategie der Schnecke, Die Geschichte vom weinenden Kamel, Die Höhle des gelben Hundes und Lachsfischen im Jemen.
- Bei jeder sich bietenden Gelegenheit prahlt Bastian Pastewka mit völlig belanglosem Detailwissen über Filme und Fernsehserien, Schauspieler, Synchronsprecher und Titelmusik.
- Bei Autofahrten hört Bastian Pastewka meistens Titelmusiken älterer Filme und Fernsehserien von Musik-Kassetten, sofern für den Handlungsablauf der einzelnen Episoden nicht gerade eine andere Einspielung wichtig ist (beispielsweise Trucker-Lieder oder Werbespots).
- Bastian Pastewka kocht bzw. isst sehr häufig Instant-Kartoffelpüree mit Würstchen. Als er in der Folge Der Kochkurs ausschließlich diese beiden Zutaten einkauft, hat er bereits den Gesamtbetrag von 3,79 Euro genau abgezählt parat, was darauf hindeutet, dass er diesen Einkauf mit hoher Regelmäßigkeit wiederholt.
- Bastian Pastewka hat eine ausgeprägte Abneigung gegen vegetarische Ernährung und isst selbst kaum Obst und Gemüse. Vor allem verschmäht er Porree- und Lauchgerichte, die allerdings zu den bevorzugten Gerichten seiner Freundin Anne zählen. Nach jedem Einkauf verschwinden immer ein paar Porreestangen. Wiederholt weist Bastian Pastewka bei der Buchung von Hotelzimmern auch ausdrücklich darauf hin, dass er in seinem Zimmer keinen Obstkorb haben möchte.
- Bastian Pastewka sitzt regelmäßig in einem Eis-Café und isst dort einen „Pinocchio-Eisbecher“ oder einen „Riesen-Eisbecher“. Als er in der Folge Der Antrag für seine Steuererklärung diverse Quittungen einreichen will, übergibt er dem Steuerberater eine Plastiktüte mit Bewirtungsbelegen aus der Eisdiele.
- Insbesondere in den frühen Staffeln ist das fiktive Kölner Nobelrestaurant „Très Tomates“ (Spanisch für „Drei Tomaten“, die Schreibweise mit falschem Akzent ist in der Folge  Das Knöllchen (4x6) zu sehen) ein mehrfach wiederkehrender Handlungsort. Neben der schon genannten Folge beispielsweise auch in den Folgen Das Fitness-Studio (2x6) und Der Wecker (3x2). Meist handelt es sich hierbei um Treffen Bastians mit Kollegen oder Bekannten aus der Fernsehbranche. Als Running Gag dient dabei, dass Bastian in aller Regel schon im Vorfeld keine Lust auf diese Verabredungen hat. Zudem haben die Besuche dort für ihn stets negative Folgen: So lässt er sich etwa zur Teilnahme an Fernsehproduktionen überreden, auf die er eigentlich keine Lust hat, oder wird im Anschluss alkoholisiert am Steuer erwischt.
- Bastian Pastewka kauft bzw. isst sehr häufig dunkle Doppelkekse mit heller Cremefüllung (bekannt unter dem Markennamen „Oreo“), die er aber stets nur als „Autoreifen-Kekse“ bezeichnet. Passend dazu werden, insbesondere in den späteren Staffeln, wiederkehrend Keksverpackungen mit dem fiktiven Markennamen „Wheels“ gezeigt.
- Bastian Pastewka lästert in vielfältiger Form über seine Berufskollegen aus der Unterhaltungsbranche und andere Prominente. Ergänzend verbreitet er manchmal auch verleumdende Gerüchte über diese Personen oder spinnt Intrigen gegen diese Personen. Selbst seinen angeblich besten Freundeskreis nimmt er dabei nicht aus. Regelmäßig wird er dann von den betroffenen Personen damit konfrontiert, woraufhin Bastian meist alles abzustreiten versucht oder den Verdacht wiederum auf eine andere Person lenkt.
- Ständig macht Bastian Pastewka Anspielungen auf die Nase von Michael Kessler – auch in dessen Gegenwart. Dieses unterstützt er häufig mit einer speziellen Geste, bei der er seine halb geöffnete rechte Hand mehrfach über seine eigene Nase stülpt und vor und zurück schwenkt.
- Regelmäßig nennt Bastian Pastewka Michael Kessler „Klausi“ oder sagt ihm, er könne ja „in seine Stiefel pinkeln“, in Anspielung auf Kesslers Rolle im Film Manta Manta. Kessler kontert meist mit einem „Tschüss Brisko!“ oder „Machst du wieder den Roseninder?“.
- Bastian Pastewka macht sich regelmäßig über das Gesicht von Hugo Egon Balder und dessen Falten lustig. Bei nahezu jeder Gelegenheit bezeichnet er ihn mit Spitznamen wie „Knitterfresse“ oder „Großmütterchen Balder“. In der Folge Der Nachruf (7x4) sieht man zudem, dass Pastewka Balders Handykontakt unter dem Namen „Fetzen Balder“ gespeichert hat. Dass Pastewka diese Spitznamen auch in seiner Gegenwart regelmäßig verwendet, nimmt Balder in den meisten Fällen teilnahmslos zur Kenntnis.
- Bastian Pastewka kann sich den Vornamen von Annette Friers fiktivem Ehemann Rico Frier nicht merken. Regelmäßig nennt er ihn Paco.
- Ein wiederkehrendes Motiv ist, dass vorkommende Figuren nur deswegen in einer bestimmten Art und Weise handeln, da sie Geld für eine Steuernachzahlung benötigen. Häufig handelt es sich hierbei um Prominente aus der Fernsehbranche, die nur aus diesem Grund an bestimmten Projekten, Shows oder Produktionen mitwirken, so etwa Oliver Kalkofe in der Folge Der Gutschein (2x1), Markus Maria Profitlich in der Folge Die Alarmanlage (5x9) und Bastian Pastewka selbst, in der Folge Der Antrag (5x10). Aber auch nicht-prominente Personen sind davon betroffen, so etwa eine Voodoo-Priesterin in der Folge Der Fluch (7x3), die Bastian nur aus diesem Grund hilft.
- Bastians Vater Volker und sein Bruder Hagen werden wiederholt dadurch charakterisiert, dass sie lautstark ausrufen nun „auszuflippen“, wenn ein für sie negativer Lauf der Dinge offensichtlich wird (etwa: „Ja ich flippe aus hier!“). Solche Situationen werden meistens durch Fehltritte und/oder Missgeschicke Bastians bzw. durch von ihm verursachte Schäden hervorgerufen. Die lautstarke Ankündigung nun „auszuflippen“ ist dabei aber meist selbst schon der Höhepunkt der Eskalation.
- Um in unangenehmen Situationen seine Anwesenheit zu erklären, gibt sich Bastians Bruder Hagen Pastewka im Laufe der Serie wiederholt als „Herr Wegener“ von der Firma „Haustechnik Wegener“ oder auch einfach nur als Mitarbeiter einer „Firma Wegener“ aus. So etwa in den Folgen Die rätselhafte Elsa (3x4) und Die SMS (6x4). In der Folge Das Ticket (10x1) wird zudem rückblickend auf die früheren Staffeln darauf angespielt.
- Volker Pastewka nennt seine Söhne Bastian und Hagen sehr häufig „Dödel!“. Speziell Bastian Pastewka findet bei ihm keine Anerkennung für seine erlangte Prominenz. Nach Volkers Meinung ist Bastian ein egoistischer, hochmütiger und in jeder Hinsicht ungeschickter „Faulenzer“.
- Bastians Vater Volker bereitet sich und sein Umfeld regelmäßig auf den eigenen Tod vor, auch wenn es dazu keinen wirklichen Grund gibt. So lädt er in der Folge Der Besuch (1x3) die ganze Familie ins Restaurant ein, um nach einem Arztbesuch mit allen über das Erbe zu sprechen. Am Ende stellt sich allerdings heraus, dass er lediglich ein erhöhtes Krebsrisiko hat. In der Folge Der Einzug (2x3) sucht er sich mit Bastian und Hagen auf dem Friedhof ein Grab, später auch noch einen Sarg aus. Hier wird auch erwähnt, dass er zum Zeitpunkt der Handlung dieser Folge erst 60 Jahre alt ist. In der Folge Die Vollmacht (8x3) geht es schließlich um eine Vorsorgevollmacht, die Bastian für ihn unterschreiben soll.
- Bastians Vater Volker kündigt wiederholt an, Geldschulden die Bastian oder Hagen bei ihm haben, „vom Erbe abzuziehen“.
- Bastians Vater Volker brät ständig Bratkartoffeln.
- Anke Engelke nennt Bastian Pastewka häufiger „Sebastian“, was ihn etwas nervt.
- Anke Engelke ist stets unfreundlich zu Restaurant-Bedienungen, Hotelmitarbeitern, o. Ä.
- In der 7. Staffel nimmt Bastian aus moralischem Zwang, in den er wieder einmal aufgrund einer Verkettung von Ereignissen und wegen seines Egoismus geraten ist, eine Rolle in der Sitcom Frier an, aufgrund derer er von Fans, die ihn in seiner für ihn peinlichen Rolle als überzeichneter Schwuler erkennen, häufig ausgelacht wird. Bastian antwortet stets gelassen-freundlich „Danke für’s Einschalten!“ Die Serie „Frier“ ist eine Anspielung auf die Serie „Pastewka“ selbst, das Logo und der „Vorspann“ haben starke Ähnlichkeit. Auch Inhaltlich stellt die Serie „Frier“ wie in „Pastewka“ das Privatleben von Annette Frier dar, dies jedoch in einer sehr oberflächlichen Art und Weise.
- Michael Kessler ist in der Serie bekennender Smart-Fahrer. Sein Auto wird von Bastian Pastewka als „Zwergnase-Mobil“ bezeichnet.
- Im Verlauf der Serie machen sich sowohl Michael Kessler als auch Bastian Pastewka mehrfach Hoffnung darauf, einmal mit „großen“ Hollywood-Stars wie Christoph Waltz oder Quentin Tarantino zusammenzuarbeiten. Dies scheitert aber stets daran, dass entsprechende Angebote sich als Erfindung bzw. Täuschungsmanöver herausstellen, so in der Folge Die Sitcom (5x3), sich als Verwechslung erweisen, so in der Folge Die Lesung (6x3), oder tatsächlich bestehen, aber durch ungeschicktes Verhalten der Protagonisten in letzter Sekunde doch nicht zustande kommen, so in der Folge Der Pilates-Kurs (4x8). In letzterer Folge scheint Michael Kessler schließlich tatsächlich Erfolg zu haben und für eine Rolle engagiert zu werden. Dies wird allerdings im weiteren Verlauf der Serie nicht wieder aufgegriffen.
- Sehr oft wiederkehrend ist Bastian Pastewkas überbetonter Ausruf „Soooo!“, wenn er sich in seiner Meinung bestätigt sieht. Diesen Ausruf unterstreicht er regelmäßig noch mit einer Handgeste.
- Insbesondere in den frühen Staffeln verwendet Bastian Pastewka regelmäßig nur den kurzen Ausspruch „Läuft!“, um seine Zustimmung zu etwas zu signalisieren.
- Häufig wiederkehrend ist auch der Ausspruch „Fluppe aus!“ von Hagen Pastewka zu seiner Tochter Kim, wenn diese raucht.
- In den späten Staffeln wiederholt Volker Pastewka regelmäßig den Ausspruch „Da geht mir der Hut hoch!“, wenn er von etwas genervt ist.
- Häufig wirft Bastian Pastewka seinen Autoschlüssel einem anderen Fahrer auf dem Weg zum Auto zu, dieser fängt aber nie.
- Wiederkehrend ist die Darstellung der südwestlich von Köln gelegenen Gegend der Eifel als Sinnbild einer ländlich-rückständigen, dünn besiedelten und abgeschiedenen Gegend, auf die Bastian Pastewka als stereotyper „Stadtmensch“ zwar immer herabschaut, mit den tatsächlichen Umständen des dortigen Alltags (schlechter Handyempfang etc.) er aber schnell überfordert ist. Wiederholt vorkommende, freiwillige wie unfreiwillige Fahrten und Ausflüge in die Eifel enden für ihn stets mit einer Kette an unglücklich verlaufenden Situationen und Problemen. Einige Situationen tauchen dabei immer wieder auf: Wiederkehrend ist zum Beispiel die Autopanne einer der Protagonisten in der Eifel, etwa in den Folgen Der Mietvertrag (1x5) und Ein Tag mit Frau Bruck (3x9). Eine weitere wiederkehrende Handlung ist der fehlende Handyempfang in der Eifel, der dazu führt, dass die Protagonisten bei Einheimischen klingeln und nach einer Möglichkeit zum Telefonieren fragen müssen, was wiederum stets eine weitere Verkettung unglücklicher Ereignisse auslöst, so etwa in den Folgen Der Mietvertrag und Der Trip - Teil 2 (6x8). Wiederholt ist Bastian Pastewka auch dazu gezwungen, gegen seinen Willen in der Eifel zu zelten, so in den Folgen Das Experiment (4x3) und Der Trip - Teil 1 (6x7). Die Eifel wird dabei stets klischeehaft und überzeichnet dargestellt. So wird in der Folge Der Trip - Teil 1 etwa behauptet, dass sich die Protagonisten an einem Ort in der Eifel befänden, von dem aus das nächste Dorf 30 Kilometer weit entfernt sei. Einen solchen Ort gibt es in der Eifel allerdings nicht. In der Folge Der Trip - Teil 2 werden den Protagonisten die eng verflochtenen Verwandtschaftsverhältnisse der Eifelbewohner untereinander zum Verhängnis.

## Sonstiges
- Der Regisseur der Serie, Joseph Orr, hat mehrere Cameo-Auftritte in der Serie; als Postbeamter in Der Personalausweis (1x2), als Regisseur Steffen in Das Praktikum (2x7), Taxifahrer in Der Wecker (3x2) und Fahrprüfer in Der Pusher (4x1).
- Der Hauptautor der ersten sieben Staffeln der Serie, Chris Geletneky, hat im Verlauf der Serie mehrere Cameo-Auftritte: Zu Beginn der ersten Staffel, in der Folge Der Unfall (1x1), steht er als Fahrer eines Autos in der Warteschlange des Drive-In eines Burger-King Restaurants. Als Pastewka am Bestellschalter die Situation verzögert, ruft er diesem laut „Jetzt fahr endlich, Du Heiopei!“ zu. Diese Szene wird zu Beginn der zehnten Staffel, in der Folge Das Ticket (10x1), ebenfalls mit Geletneky als Fahrer des Autos hinter Pastewka, exakt zitiert. Der einzige Unterschied hierbei ist, dass die Szene zu Beginn der zehnten Staffel an einer Parkhausschranke spielt. In leichter Abwandlung taucht diese Szene auch in der zweiten Staffel auf: In der Folge Der Einzug (2x3) verzögert Pastewka die Warteschlange an der Essensausgabe eines Möbelhaus-Restaurants. Geletneky (hier als genervter Kunde) ruft ihm im Folgenden laut „Jetzt mach endlich, Du Heiopei!“ zu.
- Das in Bergheim gelegene Gut Asperschlag stellt nicht nur die Kulisse für einen der zentralen Handlungsorte der neunten und zehnten Staffel, den von Hagen und Svenja Bruck bewirtschafteten Bio-Bauernhof Gut Bruck, dar: Es war darüber hinaus bereits in der ersten Staffel, in der Folge Der Mietvertrag (1x5), Drehort für das fiktive, in der Eifel verortete Gut Hürtgenwald, das Bastian, Hagen und Kim in dieser Folge unfreiwillig aufsuchen.[13]
- Die zehnte Staffel enthält viele Anspielungen, teilweise fast schon filmische Zitate, auf die zunächst bei Sat.1 ausgestrahlten „klassischen“ Staffeln 1-7. Auf die Spitze getrieben wird dies in der Folge Die singende Grußkarte (10x7), die quasi eine Neuauflage der Folge Der Piepser (5x4) ist.
- Die Folge Die neue Serie (7x9) spielt direkt auf die Entstehung der Serie an. Es wird erwähnt, dass ein solches Format sehr stark an Curb Your Enthusiasm von Larry David angelehnt sei. Das dabei relativierend hervorgebrachte „inspiriert“ spielt wiederum auf den Abspann der Serie Stromberg an.
- Mit Michael Kessler, Til Schweiger und Stefan Gebelhoff wirken in der Serie drei der vier Manta-Fahrer aus Manta Manta mit.
- Die ersten beiden Staffeln (ausgenommen die Pilotfolge in 16:9 LB) wurden im Bildformat 4:3 gedreht, seit der dritten Staffel wird in 16:9 produziert. Ab der sechsten Staffel sind die Folgen auch im HDTV-Format verfügbar. Die achte Staffel wird erstmals auch in UHD ausgestrahlt.[14]
- Pastewkas Weihnachtsgeschichte wurde in HD produziert, ist aber nur auf DVD erschienen und nicht Bestandteil der Blu-ray zur siebten Staffel. Auf Sat.1 HD wurde die Sonderfolge aber in 1080i ausgestrahlt.
- Erst seit der achten Staffel gibt es einen Abspann mit ausführlichen Credits am Ende der Folgen.[14]
- Annette Friers jüngere Schwester, Caroline Frier, spielt in der Folge Das Wunder von München (3x7) eine Flugbegleiterin.
- Volker Pastewka sagt in der Folge Die Saunabürste, (3x3) er habe seinen Ford Taunus vor sieben Jahren verkauft und seither kein Auto mehr. In Der Kratzer (4x11) fährt Volker mit einem Mercedes-Benz W124 zum „Schwarzarbeiterstrich“. In Der Trip – Teil 1 (6x7) hat er einen Mercedes-Benz 280 CE mit Sonderlackierung. Beide haben das gleiche Bonner Kennzeichen BN-DO 140.
- Am Ende der dritten Staffel, in der Folge Ein Tag mit Frau Bruck (3x9), wird klar angedeutet, dass Svenja Bruck von Bastians Bruder Hagen schwanger sei. Dies wird in der folgenden Staffel allerdings nicht wieder aufgegriffen. Erst deutlich später, in der achten Staffel (in der erzählten Zeit der Serie sind dies mehrere Jahre), bekommen Hagen und Svenja Bruck schließlich ein Kind. Hier wird in der Folge Die Vollmacht (8x3) auch kurz auf die Andeutung aus der dritten Staffel angespielt.
- In der vierten Staffel, in der Folge Der Kratzer (4x11), beginnen die Pastewkas auf Initiative von Volker mit dem Bau eines Ferienhauses für die ganze Familie am brandenburgischen Scharmützelsee. In der siebten Staffel, in der Folge Der Standup (7x7), wird erwähnt, dass das Haus in der Zwischenzeit vollständig abgebrannt sei. Dennoch wird in der achten Staffel, in der Folge Die neue Nummer (8x9), behauptet, dass Volker erneut dort Urlaub mache.
- Bastian Pastewka behauptet in Das Knöllchen (4x6), sein Saab 900 sei ein Diesel. Dieses Modell wurde jedoch nur mit Ottomotor gebaut (auch zu erkennen an der gelegentlich sichtbaren G-Kat-Plakette).
- In der Folge Die Zeremonie (7x1) behauptet Bastian, dass sein Saab zweieinhalb Tonnen wiege (Zitat: „Deswegen sind die ja auch pleitegegangen.“). Das tatsächliche Leergewicht dieses Modells liegt aber nur bei etwa der Hälfte.
- Jo Kern hat zwei Episodenrollen in der Serie: in Das Fitness-Studio (2x6) als Trainerin Sonja Grünewald und als Autorin Aurora Pönsgen in Der Kommissar (6x9).
- Im selben Haus wie Michael Kessler wohnt laut Klingelschild ein gewisser C. Geletneky. Chris Geletneky war bis Staffel 7 Autor der Serie und verkörperte außerdem Ed in der fiktiven Sitcom Alle gegen Ed.
- Stephan Grossmann, der in der Folge Der Tricorder (3x6) in einer Werbeagentur arbeitet, hat in Das letzte Date (8x8) einen kurzen Cameo-Auftritt.
- In einem Gespräch zwischen Anne und Bastian in der Folge Der Gutschein (2x1) wird der Todestag von Louis de Funès thematisiert, der am nächsten Tag sein soll. Das tatsächliche Todesdatum ist der 27. Januar; die Folge spielt jedoch offensichtlich zu einer deutlich wärmeren Jahreszeit.
- Obwohl die Serie zu diesem Zeitpunkt schon eingestellt war, kehrte sie im August 2021 im Rahmen der zweiten Staffel der Sendung Wer stiehlt mir die Show? für einen kurzen Moment zurück. Nachdem Bastian Pastewka zuvor die Moderation der vierten Folge gewonnen hatte, war zu Beginn ein Telefonat zwischen ihm und seiner Serien-Agentin Regine, die die bevorstehende Moderation der Sendung absagen sollte, zu sehen.
- In der Folge Die neue Serie (7x9) gibt es bei 02:25 – 02:34 einen Filmfehler, da die Kamera sich im Fenster spiegelt. Dahinter sitzen Bastian Pastewka und Michael Kessler.

## Ausstrahlung und Quoten
Die Premierenfolge wurde am 9. September 2005 um 21:45 Uhr auf Sat.1 ausgestrahlt. Diese verfolgten 3,36 Millionen Zuschauer bei einem Marktanteil von 13,4 Prozent. In der werberelevanten Zielgruppe verfolgten 2,17 Millionen Zuschauer bei 20,1 Prozent Marktanteil die erste Folge. Die ersten drei Staffeln wurden zwischen 2005 und 2007 im jährlichen Rhythmus ausgestrahlt.
Nach einer erfolgreichen ersten Staffel, war die zweite Staffel weniger erfolgreich. Ende März 2007 wurde bekannt, dass eine dritte Staffel produziert wird. Diese dritte Staffel wurde ab dem 3. November 2007 um 21:15 Uhr, am sog. Fun-Freitag, gesendet. Die erste Folge der neuen Staffel verfolgten nur 1,6 Millionen Zuschauer, in der werberelevanten Zielgruppe waren es 1,08 Millionen Zuschauer bei 9,0 Prozent Marktanteil. Obwohl diese Staffel im Schnitt nur neun Prozent Marktanteil erreichen konnte, wurde eine vierte Staffel produziert, jedoch diesmal erst zwei Jahre nach der letzten ausgestrahlt. Die Dreharbeiten zur fünften Staffel dauerten von August 2010 bis Januar 2011, die Ausstrahlung erfolgte kurz danach ziemlich genau ein Jahr nach dem Ende der vorherigen Staffel, erstmals komplett am Jahresanfang. Die sechste Staffel, die Sat.1 2012 dann wie bei den ersten drei Staffeln wieder gegen Jahresende sendete, wurde erstmals in HD produziert.
Im April 2013 begannen die Dreharbeiten für neun Folgen einer siebten Staffel sowie eines Weihnachtsspecials. Die Weihnachtsfolge, die am 20. Dezember 2013 um 23:30 Uhr auf Sat.1 ausgestrahlt wurde, bildet nach Angaben von Bastian Pastewka den Staffelauftakt. Die regulären Folgen der Staffel sollten ab dem 21. März 2014 zu sehen sein, wurden aber zunächst zugunsten der Serie Knallerfrauen in den Sommer 2014 verschoben. Im Juli 2014 kündigte Sat.1 die Ausstrahlung der siebten Staffel ab dem 5. September 2014 jeweils freitags ab 22:15 Uhr erstmals in Doppelfolgen an.
Am 20. Februar 2017 wurde die Produktion einer achten Staffel bestätigt, die seit dem 26. Januar 2018 bei Amazon Prime Video zu sehen ist. Seit dem 18. August 2022 wird diese Staffel aber auch auf dem Free-TV-Sender Comedy Central ausgestrahlt.
Am 31. Januar 2018 verkündete Pastewka über Facebook, dass die Serie in eine neunte Staffel geht.
Die Dreharbeiten zur 9. Staffel begannen am 3. Mai 2018 und endeten am 30. Juli 2018. Am 25. Januar 2019 wurden alle Folgen der 9. Staffel gleichzeitig veröffentlicht. Genaue Abrufzahlen werden nicht bereitgestellt. Nach Aussage von Amazon sei die 9. Staffel aber die meistgesehene Comedyserie beim hauseigenen Videodienst in Deutschland und Österreich.
Die 10. Staffel erschien im Auftrag von Amazon am 7. Februar 2020. Bastian Pastewka erklärte, dass es keine weitere Fortsetzung mehr geben wird.
| Staffel | Folgen | Sendeplatz             | Staffelpremiere | Staffelfinale | Zuschauer                                                             | Zuschauer                                                             | Marktanteil                                                           | Marktanteil                                                           |
| Staffel | Folgen | Sendeplatz             | Staffelpremiere | Staffelfinale | Gesamt                                                                | 14 bis 49 Jahre                                                       | Gesamt                                                                | 14 bis 49 Jahre                                                       |
| ------- | ------ | ---------------------- | --------------- | ------------- | --------------------------------------------------------------------- | --------------------------------------------------------------------- | --------------------------------------------------------------------- | --------------------------------------------------------------------- |
| 1       | 8      | Freitag, 21:45 Uhr     | 9. Sep. 2005    | 28. Okt. 2005 | 2,95 Mio.                                                             | 2,00 Mio.                                                             | 10,8 %                                                                | 17,2 %                                                                |
| 2       | 9      | Freitag, 21:15 Uhr     | 8. Sep. 2006    | 3. Nov. 2006  | 2,20 Mio.                                                             | 1,51 Mio.                                                             | 7,3 %                                                                 | 12,8 %                                                                |
| 3       | 9      | Freitag, 21:15 Uhr     | 1. Nov. 2007    | 28. Dez. 2007 | 1,76 Mio.                                                             | 1,06 Mio.                                                             | 5,7 %                                                                 | 9,0 %                                                                 |
| 4       | 12     | Freitag, 21:45 Uhr     | 30. Okt. 2009   | 19. Feb. 2010 | 2,08 Mio.                                                             | 1,43 Mio.                                                             | 7,1 %                                                                 | 12,0 %                                                                |
| 5       | 10     | Freitag, 22:20 Uhr     | 18. Feb. 2011   | 29. Apr. 2011 | 1,80 Mio.                                                             | 1,19 Mio.                                                             | 6,9 %                                                                 | 11,1 %                                                                |
| 6       | 10     | Freitag, ca. 23:00 Uhr | 21. Sep. 2012   | 16. Nov. 2012 | 1,56 Mio.                                                             | 1,08 Mio.                                                             | 8,0 %                                                                 | 12,5 %                                                                |
| 7       | 9      | Freitag, ca. 22:25 Uhr | 5. Sep. 2014    | 10. Okt. 2014 | 1,40 Mio.                                                             | —                                                                     | 6,8 %                                                                 | 10,4 %                                                                |
| 8       | 10     | Video-on-Demand        | 26. Jan. 2018   | 26. Jan. 2018 | Amazon veröffentlichte keine Abrufzahlen zu den Staffeln 8, 9 und 10. | Amazon veröffentlichte keine Abrufzahlen zu den Staffeln 8, 9 und 10. | Amazon veröffentlichte keine Abrufzahlen zu den Staffeln 8, 9 und 10. | Amazon veröffentlichte keine Abrufzahlen zu den Staffeln 8, 9 und 10. |
| 9       | 10     | Video-on-Demand        | 25. Jan. 2019   | 25. Jan. 2019 | Amazon veröffentlichte keine Abrufzahlen zu den Staffeln 8, 9 und 10. | Amazon veröffentlichte keine Abrufzahlen zu den Staffeln 8, 9 und 10. | Amazon veröffentlichte keine Abrufzahlen zu den Staffeln 8, 9 und 10. | Amazon veröffentlichte keine Abrufzahlen zu den Staffeln 8, 9 und 10. |
| 10      | 10     | Video-on-Demand        | 7. Feb. 2020    | 7. Feb. 2020  | Amazon veröffentlichte keine Abrufzahlen zu den Staffeln 8, 9 und 10. | Amazon veröffentlichte keine Abrufzahlen zu den Staffeln 8, 9 und 10. | Amazon veröffentlichte keine Abrufzahlen zu den Staffeln 8, 9 und 10. | Amazon veröffentlichte keine Abrufzahlen zu den Staffeln 8, 9 und 10. |

### Kinotour
Anlässlich des Starts der sechsten Staffel gab es im September 2012 eine Kinotour durch Deutschland, auf der vier exklusiv ausgewählte Episoden der Staffel zu sehen waren. Präsentiert wurde die Tour von MySpass.de, Brainpool und Sat.1 in verschiedenen Cinemaxx-Kinos in Berlin, Hamburg, Essen, Stuttgart und Köln. Am 2. Dezember 2013 wurde im Berliner Theater am Ku’damm das Weihnachtsspecial und zugleich erste Folge der siebten Staffel noch vor Ausstrahlung im Fernsehen gezeigt. Die komplette siebte Staffel wurde vom 26. August bis zum 4. September 2014 auf einer weiteren Kinotour in Berlin, Hamburg, Bremen, Hannover, Würzburg, Stuttgart, München, Essen und Köln gezeigt. Die erste Folge der achten Staffel wurde am 23. Januar 2018 im Kino International in Berlin uraufgeführt. Johanna Klum moderierte die Veranstaltung, die auch bei Facebook live gestreamt wurde. Am 24. und 25. Januar 2018 gab es in München und Köln je eine Fan-Premiere, für die im Vorfeld Tickets verlost wurden.
Nach der Premiere der 10. Staffel am 30. Januar 2020 in Berlin im Zoo Palast, gab es zur finalen Staffel eine Kinotour in sechs CinemaxX-Kinos und im Cinedom, bei der exklusiv vorab die ersten vier Folgen gezeigt wurden.

## Rezeption

### Auszeichnungen
- Deutscher Comedypreis
  - 2006: Auszeichnung in der Kategorie Beste Comedy-Serie
  - 2006: Nominierung in der Kategorie Bester Schauspieler für Bastian Pastewka
  - 2007: Nominierung in der Kategorie Beste Comedy-Serie
  - 2010: Nominierung in der Kategorie Beste Comedyserie
  - 2010: Nominierung in der Kategorie Bester Schauspieler für Bastian Pastewka
  - 2011: Nominierung in der Kategorie Beste Comedyserie
  - 2011: Auszeichnung in der Kategorie Bester Schauspieler für Bastian Pastewka
  - 2013: Auszeichnung in der Kategorie Beste Comedyserie
  - 2013: Auszeichnung in der Kategorie Bester Schauspieler für Bastian Pastewka
  - 2015: Auszeichnung in der Kategorie Beste Comedyserie
  - 2019: Sonderpreis für Ensemble[46]
- Deutscher Fernsehpreis
  - 2006: Auszeichnung in der Kategorie Beste Sitcom
- Deutscher Schauspielerpreis
  - 2014: Nominierung in der Kategorie Beste Schauspielerin in einer komödiantischen Rolle für Sonsee Neu
- Internationale Eyes & Ears Awards
  - 2018: 2. Preis in der Kategorie Beste crossmediale Programm-Kampagne  für Pastewka – 8. Staffel
- Goldene Schallplatte
  - 2008: Goldene Schallplatte in der Kategorie Musikvideo-Award für Pastewka – Die 1. Staffel
  - 2011: Goldene Schallplatte in der Kategorie Comedy-Award für Pastewka – Die 2. Staffel
  - 2017: Goldene Schallplatte in der Kategorie Comedy-Award für Pastewka – Die 6. Staffel
  - 2017: Goldene Schallplatte in der Kategorie Comedy-Award für Pastewka – Die 7. Staffel
- Grimme-Preis
  - 2007: Nominierung in der Kategorie Unterhaltung
  - 2008: Nominierung in der Kategorie Unterhaltung
  - 2012: Nominierung in der Kategorie Unterhaltung für die fünfte Staffel
- Jupiter
  - 2015: Auszeichnung in der Kategorie Beste TV-Serie national
- Rose d’Or
  - 2006: Auszeichnung in der Kategorie Press Prize (Preis der Presse)
  - 2006: Auszeichnung in der Kategorie Best performances: Sitcom (Bester Darsteller:Sitcom) für Bastian Pastewka
- Quotenmeter-Fernsehpreis
  - 2006: Nominierung in der Kategorie Beste Comedyserie
  - 2006: Nominierung in der Kategorie Bester Schauspieler (Haupt- und Nebendarsteller) einer Serie oder Reihe für Bastian Pastewka
  - 2007: Nominierung in der Kategorie Beste Sitcom / Comedyserie
  - 2007: Nominierung in der Kategorie Bester Schauspieler (Haupt- und Nebendarsteller) einer Serie oder Reihe für Bastian Pastewka
  - 2008: Auszeichnung in der Kategorie Beste Sitcom / Comedyserie
  - 2010: Nominierung in der Kategorie Beste Sitcom / Comedyserie
  - 2010: Nominierung in der Kategorie Bester Schauspieler (Haupt- und Nebendarsteller) einer Serie für Bastian Pastewka
  - 2010: Nominierung in der Kategorie Beste Schauspielerin (Haupt- und Nebendarsteller) einer Serie für Sonsee Neu
  - 2011: Nominierung in der Kategorie Beste Sitcom / Comedyserie
  - 2011: Nominierung in der Kategorie Beste Nebendarstellerin einer Serie für Sonsee Neu
  - 2013: Auszeichnung in der Kategorie Bester Hauptdarsteller einer Serie oder Reihe für Bastian Pastewka
  - 2013: Nominierung in der Kategorie Beste Hauptdarstellerin einer Serie oder Reihe für Sonsee Neu
  - 2013: Auszeichnung in der Kategorie Bester Nebendarsteller einer Serie oder Reihe für Michael Kessler
  - 2013: Nominierung in der Kategorie Bester Nebendarsteller einer Serie oder Reihe für Dietrich Hollinderbäumer
  - 2013: Nominierung in der Kategorie Bester Nebendarsteller einer Serie oder Reihe für Roger Willemsen
  - 2013: Nominierung in der Kategorie Beste Nebendarstellerin einer Serie oder Reihe für Cristina do Rego
  - 2015: Auszeichnung in der Kategorie Beste Serie oder Reihe
  - 2018: Auszeichnung in der Kategorie Beste Serie oder Reihe
  - 2018: Auszeichnung in der Kategorie Bester Hauptdarsteller einer Serie oder Reihe für Bastian Pastewka
  - 2018: Nominierung in der Kategorie Beste Nebendarstellerin einer Serie oder Reihe für Cristina do Rego
  - 2018: Nominierung in der Kategorie Beste Nebendarstellerin einer Serie oder Reihe für Pegah Ferydoni

### Kritiken
Die Serie erzeugte von Beginn an im Allgemeinen eine positive Außenwirkung. Nach Meinung von Stefan Niggemeier – der später auch in der Serie erwähnt wird – in der Frankfurter Allgemeinen Zeitung spielt Pastewka in der Serie „die Rolle seines Lebens“. Die achte Staffel von Pastewka enthält laut Matthias Schwarzer von der Neuen Westfälischen viele Produktplatzierungen, greift kaum auf die Running Gags der früheren Staffeln zurück und „enthält mehr tragische Momente“.

## Heimkinoveröffentlichung
| Staffel | Veröffentlichung   | Kurzinformationen | FSK |
| ------- | ------------------ | --- | --- |
| 1       | 15. September 2006 | 2-DVD-Set; erste Folge als Director’s Cut, Zusatz-DVD enthält Audiokommentare zu drei Folgen, Trailer, ein Making-of, ein Pastewka-Quiz sowie weiteres Bonusmaterial | 0   |
| 2       | 26. Oktober 2007   | 2-DVD-Set; Zusatz-DVD enthält Audiokommentare zu drei Folgen, Outtakes, eine Fotogalerie mit Audiokommentar, ein Pastewka-Quiz sowie weiteres Bonusmaterial          | 12  |
| 3       | 27. Juni 2008      | 2-DVD-Set; Zusatz-DVD enthält Audiokommentare zu drei Folgen, ein Making-of, Outtakes, ein Pastewka-Quiz sowie weiteres Bonusmaterial                                | 12  |
| 4       | 20. November 2009  | 3-DVD-Set | 12  |
| 5       | 11. März 2011      | 3-DVD-Set | 12  |
| 6       | 5. Oktober 2012    | 3-DVD-Set bzw. 1 Blu-ray | 12  |
| Special | 29. November 2013  | Einzel-DVD, enthält „Pastewkas Weihnachtsgeschichte“ und einige Bonusfeatures                                                                                        | 6   |
| 7       | 5. September 2014  | 3-DVD-Set bzw. 1 Blu-ray; enthält alle Folgen der siebten Staffel (ohne Weihnachtsspecial)                                                                           | 12  |
| 8       | 23. März 2018      | 3-DVD-Set bzw. 1 Blu-ray; auch als limitierte Fan-Edition mit 4 DVDs und 2 Blu-rays                                                                                  | 12  |
| 9       | 12. April 2019     | 2-DVD-Set bzw. 1 Blu-ray | 12  |
| 10      | 8. Mai 2020        | 3-DVD-Set bzw. 2 Blu-rays; jeweils mit Bonusfeatures inkl. einer Dokumentation zum Ende der Serie                                                                    | 12  |
| Boxsets |                    | |     |
| 1–4     | 20. November 2009  | 9-DVD-Set („Collectors Box“); enthält alle Folgen und Bonusfeatures der Staffeln 1 bis 4                                                                             | 12  |
| 1–5     | 9. Dezember 2011   | 12-DVD-Set; enthält alle Folgen und Bonusfeatures der Staffeln 1 bis 5                                                                                               | 12  |
| 1–6     | 24. Mai 2013       | 15-DVD-Set („XXL Box“); enthält alle Folgen und Bonusfeatures der Staffeln 1 bis 6                                                                                   | 12  |
| 1–7     | 27. März 2015      | 19-DVD-Set; enthält alle Folgen und Bonusfeatures der Staffeln 1 bis 7 und das Weihnachtsspecial                                                                     | 12  |
| 1–10    | 18. Dezember 2020  | 9-Blu-ray-Set bzw. 27-DVD-Set („Komplettbox“); enthält alle Folgen und alle Bonusfeatures der gesamten Serie; DVD-Set erschien am 29. Oktober 2021                   | 12  |

## Online-Verfügbarkeit
Über das Internet ist Pastewka sowohl bei dem Video-on-Demand-Dienst Amazon Video, die alle bisher ausgestrahlten Episoden zum Abruf bereithalten, als auch im deutschen iTunes-Store der Firma Apple  sowie auf Netflix abrufbar. Auf der Plattform myspass.de der Produktionsfirma Brainpool sind auch die ersten sieben Staffeln sowie die Weihnachtsfolge kostenfrei abrufbar.
Die achte Staffel ist die erste, die ihre Erstausstrahlung nicht im Free TV, sondern beim Video-on-Demand-Dienst Amazon Video hatte.